# Vojtech Halmi
Vojtech Halmi [vojtěch halmi] (23. dubna 1904 Smolnícka Huta – 1986) byl slovenský fotbalista a trenér.

## Hráčská a trenérská kariéra
Se Žilinou se stal v letech 1928 a 1929 mistrem Slovenska. Poté byl hráčem Zvolenského TK, kde od podzimu 1933 působil jako hrající trenér.
Od 1. ledna 1944 do 9. září 1945 byl trenérem Žiliny.